# Anglo-Dane
El Anglo-Dane fue un automóvil danés fabricado por  H. C. Fredriksen de Copenhague de 1902 a 1917. Fredriksen comenzó construyendo bicicletas en la década de 1890 utilizando algunas partes procedentes del Reino Unido, de ahí la referencia a Inglaterra en el nombre de sus vehículos.

## Historia
Los primeros vehículos Anglo-Dane fueron camiones ligeros con motor monocilíndrico Kelecom de origen belga. Los automóviles posteriores se produjeron también con motores monocilíndricos de 4-5 hp de potencia de diseño propio, que incorporaban transmisión por fricción mediante dos discos, equivalente a una caja de cambios de 12 velocidades. También se construyeron algunos automóviles de pasajeros con motores bicilíndricos gemelos antes de que la empresa se fusionara con los fabricantes de automóviles Jan y Thrige, que fabricaron vehículos comerciales Triangel hasta 1945. Se fabricaron alrededor de 70 vehículos con la marca Anglo-Dane.